# アンリ・マンガン
アンリ・マンガン（フランス語: Henri Manguin, 1874年3月23日 - 1949年9月25日）は、フランスの画家。「フォーヴィズム」の画家の一人とされる。

## 略歴
パリで生まれた。絵を描くために15歳で学校をやめ、1894年には象徴主義の画家、ギュスターヴ・モローの非正規の学生となった。モローのスタジオには当時アンリ・マティスやアルベール・マルケが学んでいた。1899年にモデルをしていたジャンヌ・カレットと結婚した。
1902年にアンデパンダン展に初めて出展し、1905年には南フランスのサントロペで描くようになり、作品をサロン・ドートンヌに出展した。有名な画商、アンブロワーズ・ヴォラールに認められ、150点近くの作品を買い上げられた。
1908年に友人になったマルケとイタリアを訪れ、ブルターニュやノルマンディーでも活動した。1909年にヌイイ＝シュル＝セーヌに移り、この頃パリの有名画廊で個展を開いた。第一次世界大戦が始まると1919年までスイスで過ごし、ローザンヌの画廊で個展を開いた。1920年にヌイイ＝シュル＝セーヌに戻った。その後はパリの画廊での展覧会で活動し、サントロペに集まった画家たちの作品を集めることになるアノンシアード美術館(Musée de l’Annonciade)のプロジェクトにも関わった。

## 日本との関係
第二次世界大戦以前の日本でも知られた存在であった。1925年、日本美術協会主催でフランス現代美術展覧会が開催された際には『裸婦』（出典ママ。大分県立美術館所蔵の裸婦像との関係は不明）の出品が予定されていたが、警視庁による事前検閲で「善良な風紀を紊す恐れがある」との指摘を受けて公開は控えられた。

## 作品

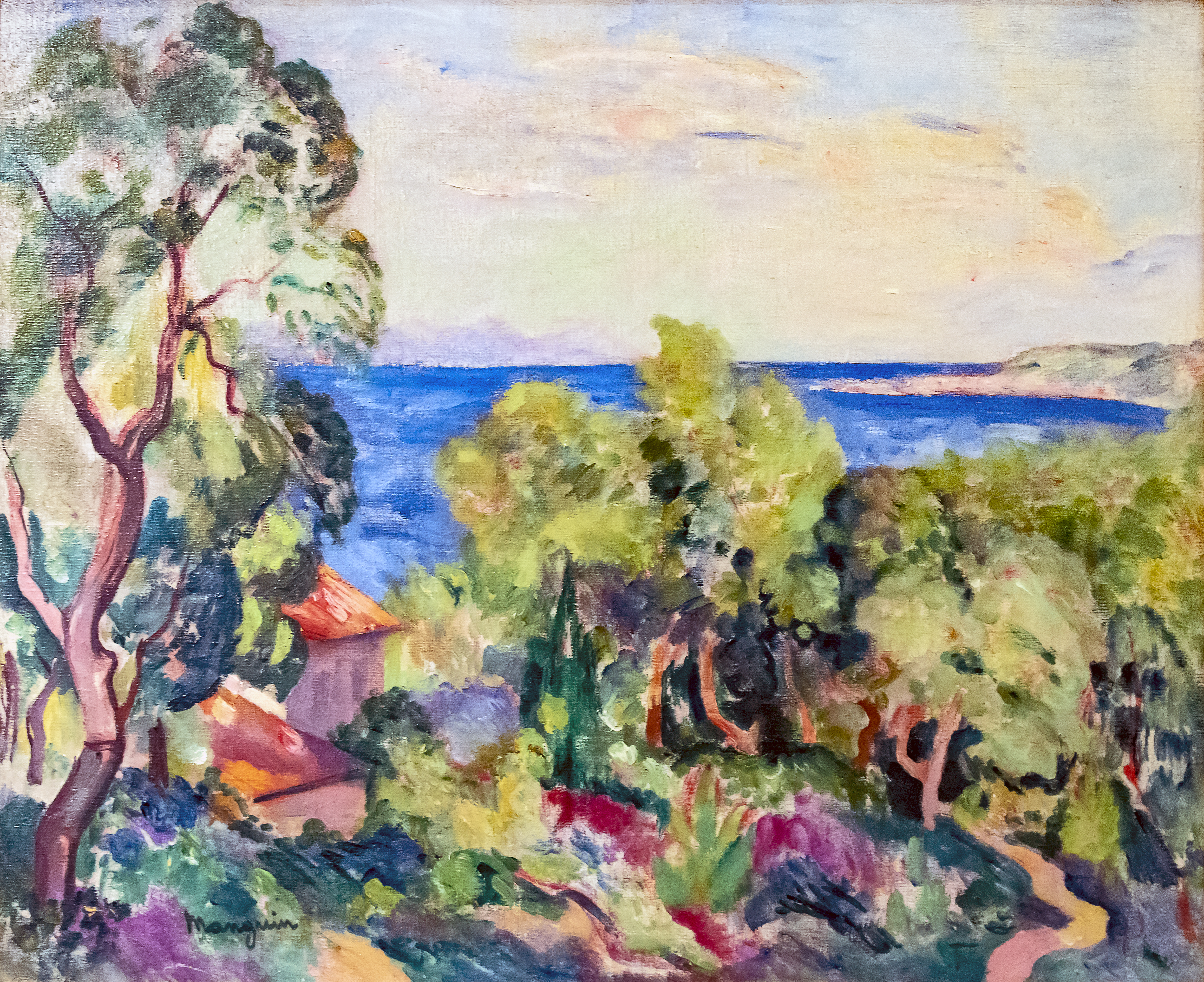
Le Golfe
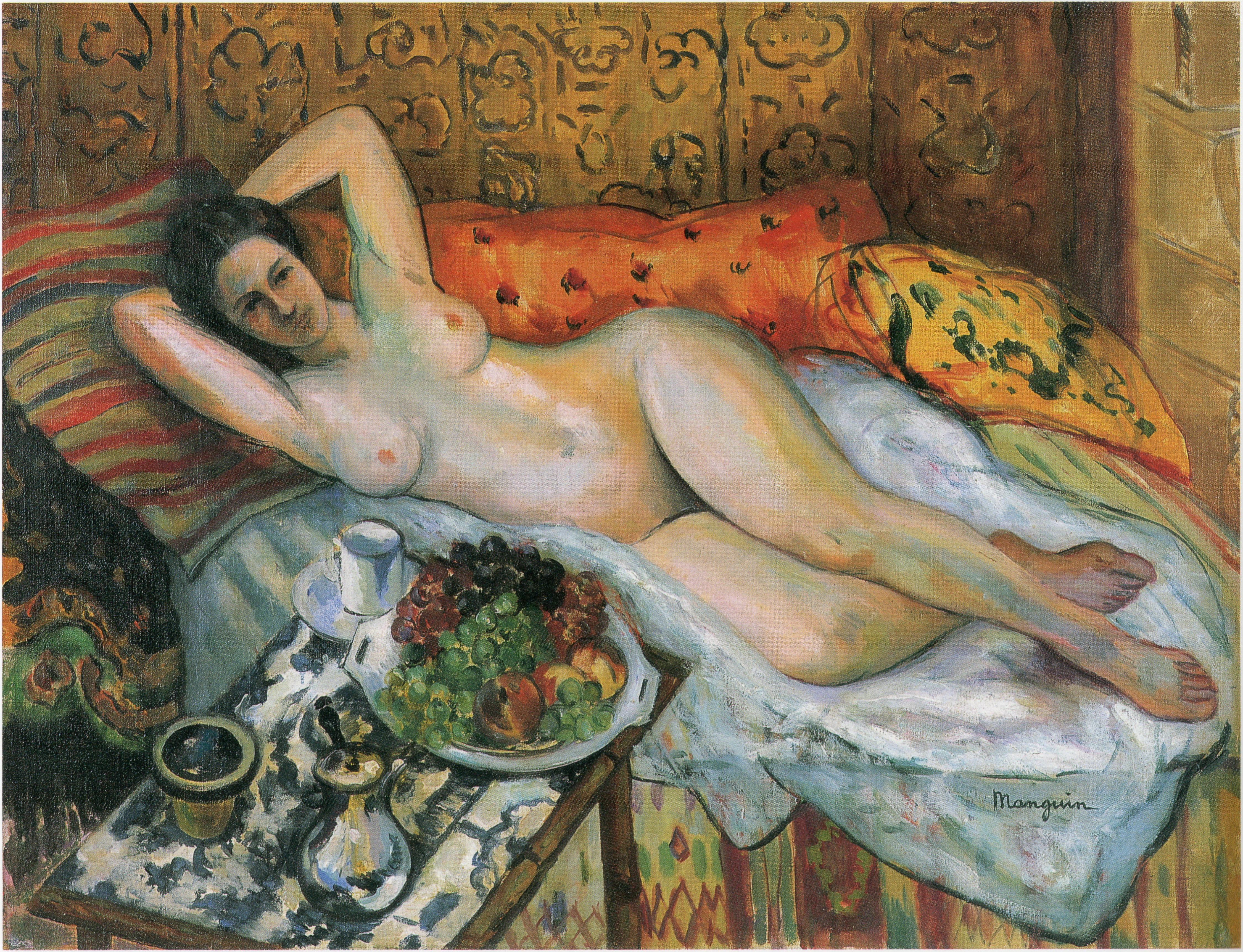
「裸婦」(1922) ( 大分県立美術館蔵)
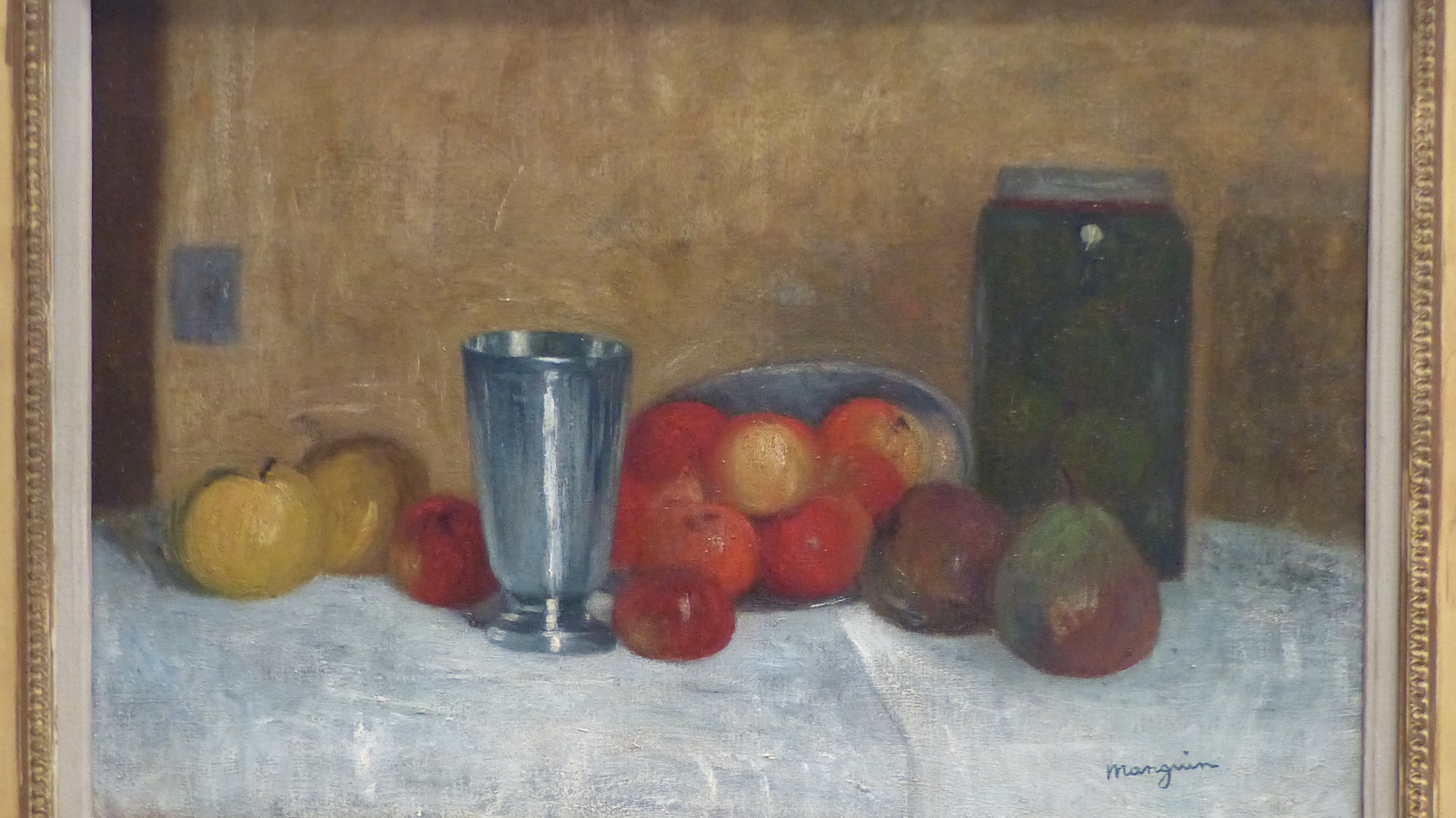
静物画